# Jean Quiquampoix
Jean Quiquampoix (n. 3 noiembrie 1995, Paris, Île-de-France, Franța) este un trăgător de tir ce a reprezentat Franța, medaliat olimpic. A participat la 2 ediții ale Jocurilor Olimpice (2016, 2020) în care a câștigat o medalie de argint.